# Почта России
Акционерное общество (АО) «Почта России» — российская государственная компания, оператор российской почтовой связи общего пользования.
Член Всемирного почтового союза. Главный офис (штаб-квартира) расположен в Москве. До 1 октября 2019 года являлась федеральным государственным унитарным предприятием. Находится в ведении Минцифры России (до апреля 2013 года находилась в ведении Россвязи).
28 марта 2013 года вошла в Перечень стратегических предприятий Российской Федерации под номером 516. В 2014 году компания перешла на макрорегиональную структуру — было создано 10 макрорегионов, которые объединили 82 филиала по региональному принципу. В этом же году «Почта России» перестала получать бюджетные субсидии. В 2015 году «Почта России» вошла в список системообразующих предприятий России. На конец 2023 года численность сотрудников составляла 265,5 тыс. человек.

## История

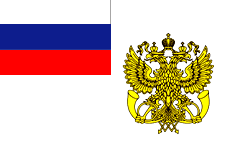
Флаг Федеральной службы почтовой связи РФ (ФСПС России), одной из структур-предшественниц ФГУП «Почта России»

### Создание ФГУП
28 июня 2002 года Правительство Российской Федерации одобрило Концепцию реструктуризации организаций федеральной почтовой связи. В соответствии с Концепцией было предложено объединить все существующие организации федеральной почтовой связи и создать федеральное государственное унитарное предприятие (ФГУП) «Почта России», основанное на праве хозяйственного ведения, с последующим акционированием при сохранении контроля со стороны государства.
ФГУП «Почта России» было создано распоряжением Правительства Российской Федерации от 5 сентября 2002 года. 11 февраля 2003 года был утвержден устав, 13 февраля 2003 года проведена государственная регистрация предприятия.
Формирование предприятия и реструктуризация почтовой сети происходили в несколько этапов. В 2004 году к «Почте России» были присоединены существовавшие унитарные предприятия почтовой отрасли — Международный почтамт, Санкт-Петербургский центр автоматизированных информационно-технологических систем почтовой связи, Управление федеральной почтовой связи г. Москвы (Московский почтамт), Центр автоматизированного оперативно-технического управления связью, Управление федеральной почтовой связи Санкт-Петербурга и Ленинградской области. В 2005 году было ликвидировано 81 федеральное государственное учреждение — управление федеральной почтовой связи республик, областей и округов, а также Главный центр магистральных перевозок почты; их имущество было закреплено за «Почтой России».
Последней (в 2009 году) к «Почте России» была присоединена почтовая служба Татарстана — «Татарстан почтасы».
В результате этой реформы почта стала единой централизованной структурой, работающей на всей территории страны.
В 2013 году по указу президента Владимира Путина ФГУП «Почта России» было внесено в перечень стратегических предприятий, предоставляющих социально значимые услуги.

### Акционирование
28 июня 2018 года Президент РФ подписал Федеральный закон № 171-ФЗ «Об особенностях реорганизации федерального государственного унитарного предприятия „Почта России“, основах деятельности акционерного общества „Почта России“ и о внесении изменений в отдельные законодательные акты Российской Федерации», согласно которому с 1 октября 2019 года ФГУП «Почта России» подлежит реорганизации в форме непубличного Акционерного общества с единственным акционером в лице Правительства Российской Федерации. 20 сентября 2019 года Председателем Правительства РФ подписаны и опубликованы Распоряжения Правительства РФ № 2131-р и 2132-р от 20.09.2019, в которых утверждены Устав Акционерного общества «Почта России» и передаточный акт имущественного комплекса «Почты России».

## Структура
В структуру АО «Почта России» входят:
- Аппарат управления обществом;
- 9 макрорегиональных филиалов (МРФ)[24]:

| Макрорегиональный филиал | Город управления | Состав филиала (управления ФПС по субъектам РФ) |
| ------------------------ | ---------------- | --- |
| Москва                   | Москва           | Москва и Московская область |
| Центр                    | Тверь            | Брянская область, Владимирская область, Ивановская область, Калужская область, Костромская область, Орловская область, Рязанская область, Смоленская область, Тверская область, Тульская область, Ярославская область         |
| Северо-Запад             | Санкт-Петербург  | Архангельская область, Вологодская область, Калининградская область, Карелия, Республика Коми, Ленинградская область, Мурманская область, Ненецкий автономный округ, Новгородская область, Псковская область, Санкт-Петербург |
| Юг                       | Ростов-на-Дону   | Адыгея, Белгородская область, Волгоградская область, Воронежская область, Краснодарский край, Курская область, Липецкая область, Ростовская область, Тамбовская область                                                       |
| Волга                    | Самара           | Башкортостан, Марий-Эл, Мордовия, Нижегородская область, Оренбургская область, Пензенская область, Самарская область, Саратовская область, Татарстан, Ульяновская область, Чувашия                                            |
| Северный Кавказ          | Ставрополь       | Астраханская область, Дагестан, Ингушетия, Калмыкия, Кабардино-Балкария, Карачаево-Черкесия, Северная Осетия, Ставропольский край, Чечня                                                                                      |
| Урал                     | Екатеринбург     | Кировская область, Курганская область, Пермский край, Свердловская область, Тюменская область, Удмуртия, Ханты-Мансийский автономный округ, Челябинская область, Ямало-Ненецкий автономный округ                              |
| Сибирь                   | Новосибирск      | Алтайский край, Республика Алтай, Забайкальский край, Иркутская область, Кемеровская область, Красноярский край, Новосибирская область, Томская область, Тыва, Хакасия                                                        |
| Дальний Восток           | Владивосток      | Амурская область, Еврейская автономная область, Магаданская область, Приморский край, Якутия, Сахалинская область, Хабаровский край, Чукотский автономный округ, Республика Бурятия                                           |

- 38 000 действующих отделений почтовой связи;
- 84 территориальных управления федеральной почтовой связи (УФПС): 83 из них распределены по 9 макрорегионам страны, а 1 филиал расположен в Федеративной Республике Германия (Russian Post);
- 1 филиал — Почтовые технологии. Он не оказывает услуги почтовой связи;
- 1 представительство в КНР.

В состав филиалов входят обособленные структурные подразделения, в том числе почтамты, участки курьерской доставки, магистральные сортировочные центры, автобазы и так далее.

### Дочерние компании и совместные предприятия
- В 2008 году был открыт филиал «Почты России» в Германии, который выполняет коммерческую почтовую функцию[25].
- В 2018 году «Почта России» совместно с ВТБ создала предприятие «Национальные логистические технологии» (НЛТ), которое занимается строительством логистических центров в России[26].
- В апреле 2019 года «Почта России» зарегистрировала дочернюю организацию RP Logistics (Shenzhen) Co.Ltd. на территории Китая в городе Шэньчжэнь

.
- В декабре 2020 года «Почта России» учредила дочерний холдинг «Почта диджитал», в который вошло IT-подразделение компании «Почтатех». Холдинг занимается развитием цифровых сервисов (мобильное приложение, личный кабинет для юрлиц и другие сервисы), логистических платформ (от управления автоматическими сортировочными машинами до управления и мониторинга автотранспорта), экосистемы доставочных сервисов для электронной коммерции, управления мультиканальной доставкой, продуктовых решений для торговых площадок[28].
- В июле 2021 были зарегистрированы 4 дочерние компании: «Почтовая марка» (для развития розничного бизнеса в формате магазинов у дома и продуктовых дискаунтеров), «Почта еком» (услуги для участников рынка электронной коммерции), ПЛК (перевозки и экспедирование грузов) и «Почта пресс» (развитие почтовых сервисов)[29].
- В августе 2021 года была учреждена компания «Почта сервис», которая занимается обслуживанием IT-инфраструктуры Почты России в регионах[30].

## Руководство
- Игорь Аркадьевич Сырцов (и. о. генерального директора с 11 ноября 2002 года[31], генеральный директор с 3 сентября 2003 года по 8 октября 2007 года[32]).
- Андрей Викторович Коновал (и. о. генерального директора с 8 октября 2007 года по 18 декабря 2007 года[33]).
- Андрей Ильич Казьмин (генеральный директор с 18 декабря 2007 года по 14 января 2009 года[34]).
- Андрей Федорович Манойло (и. о. генерального директора с 14 января 2009 года по 12 февраля 2009 года[35]).
- Александр Николаевич Киселёв (и. о. генерального директора с 12 февраля 2009 года[36], генеральный директор с 11 марта 2009 года[37] по 19 апреля 2013 года).
- Дмитрий Евгеньевич Страшнов (с 19 апреля 2013 по 30 июня 2017 годы)[38].
- Ольга Анатольевна Осина (и. о. генерального директора с 1 июля 2017 года по 7 июля 2017 года)[38].
- Николай Радиевич Подгузов (генеральный директор с 7 июля 2017 года по 4 февраля 2020 года)[39][40].
- Максим Алексеевич Акимов (генеральный директор с 4 февраля 2020 года по 1 декабря 2022 года)[41][42].
- Михаил Юрьевич Волков (генеральный директор с 1 декабря 2022 года)[43][44].

## Стратегия развития
Действующая стратегия «Почты России» была принята в декабре 2019 года и обновлена в мае 2021 года. Стратегия предполагает трансформацию национального почтового оператора в современную цифровую компанию. В соответствии со стратегией, компания должна обеспечить цифровизацию почтовых услуг, стать неотъемлемой частью новой системы передачи юридически значимых коммуникаций в цифровом формате и сохранить целостность системы юридически значимого документооборота в России. В стратегии поставлена задача по обеспечению доступности социальных и государственных сервисов по всей стране. Стратегия также описывает работу с участниками рынка e-commerce — создание сервисной платформы и логистического агрегатора для всех участников рынка, обеспечение решения логистических задач «в одной кнопке».
В сентябре 2024 года премьер-министр Мишустин  провёл в Координационном центре правительства РФ стратегическую сессию по развитию «Почты России» до 2030 года. В ходе заседания было отмечено, что речь идёт о государственной компании с самой широкой сетью отделений и поэтому весьма востребованной остается её ключевая – связующая – функция, особенно в удалённых населённых пунктах. Были сформированы предложения по дальнейшему развитию «Почты России», в их числе: 
- организация выдачи интернет-заказов лекарств в отделениях в сельских и труднодоступных районах,

- предоставление субсидий на доставку социально значимых периодических печатных изданий,
- совершенствование цифровых почтовых сервисов[48].

## Деятельность
Акционерное общество «Почта России», согласно своему уставу, осуществляет:
- все виды услуг почтовой связи — действия по приему, обработке, перевозке, доставке (вручению) почтовых отправлений (средний срок доставки отправлений по России в 2021 году — 3,2 дня, сохранность посылок — 99,9993 %[50]), а также по осуществлению почтовых переводов (под брендом «КиберДеньги»[51]);
- универсальные услуги почтовой связи по удовлетворению нужд пользователей услуг почтовой связи в обмене письменной корреспонденцией в пределах территории России, по тарифам, регулируемым государством;
- услуги международной почтовой связи, а также обмен международными почтовыми отправлениями между иностранными почтовыми операторами (иностранными почтовыми администрациями);
- услуги по хранению почтовых отправлений, грузов и товаров, а также складские услуги;
- услуги гибридной почты;
- услуги по распространению рекламы;
- транспортно-экспедиционные услуги;
- финансовые услуги посредством договорных отношений с финансовыми учреждениями в области реализации их услуг через сеть отделений почтовой связи;
- услуги по доставке и выдаче пенсий, пособий и других выплат целевого назначения, прием жилищно-коммунальных и прочих платежей;

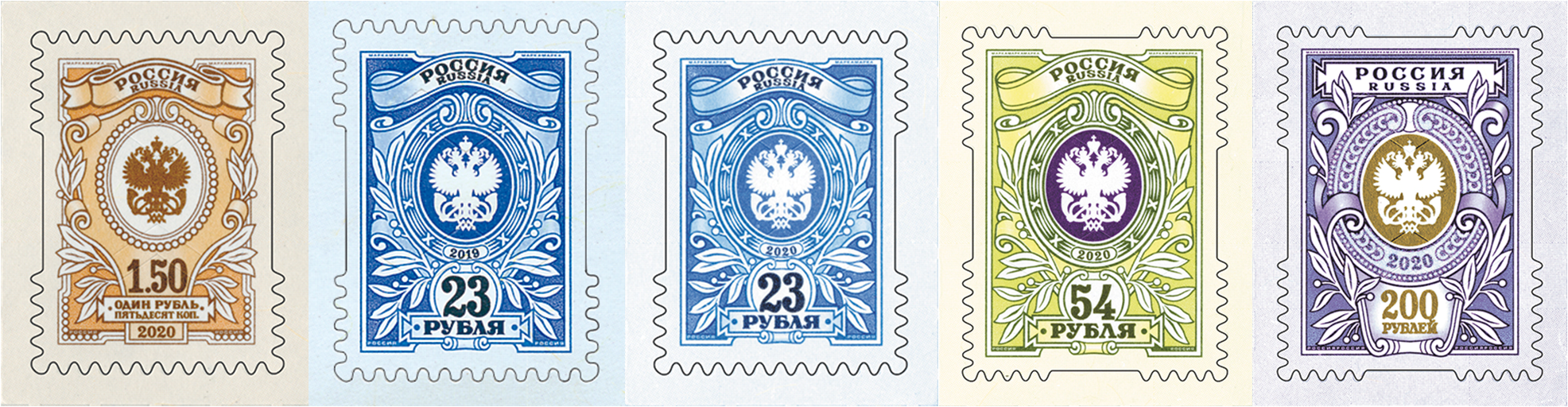
Стандартные марки с логотипом «Почты России» (2023)

- услуги по подписке, доставке и распространению периодических печатных изданий;
- организация изготовления, типографские работы, издание и реализация государственных знаков почтовой оплаты и почтовой продукции, специальных почтовых штемпелей России, почтовых марок, блоков, почтовых конвертов и карточек (открыток), каталогов, альбомов почтовых марок;
- розничная и оптовая торговля различными товарами;
- услуги таможенного брокера, а также услуги по декларированию и таможенному оформлению;
- различные виды услуг.

«Почта России» также может инвестировать в технологические компании и венчурные фонды, брать на себя функции многофункционального центра по предоставлению государственных и муниципальных услуг, сдавать и брать в аренду воздушные суда, торговать продовольственными и непродовольственными товарами, проводить исследования рынка и общественного мнения, заниматься благотворительностью.
«Почта России» участвует в международном почтовом обмене, деятельности Всемирного почтового союза (ВПС) и его региональных органов.

### Доставка

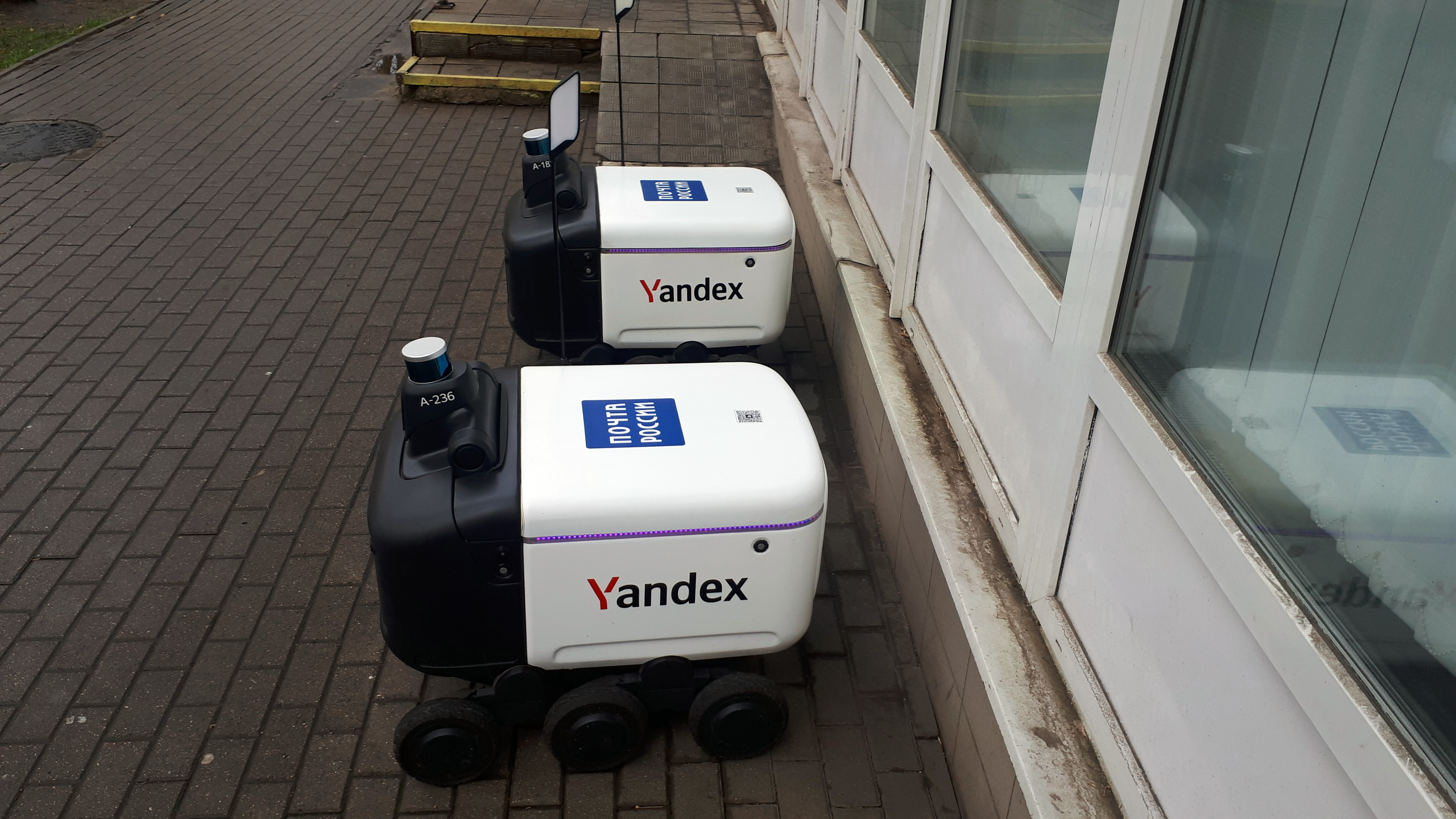
Автономные роботы доставки почты

Почта доставляет бумажные письма, бандероли, посылки, телеграммы, электронные заказные письма, а также предоставляет услуги подписки на печатные издания.
Отправить посылку можно в отделениях почты и онлайн. Онлайн оформление отправки стало доступно в 2018 году.
Отправления могут быть отслеживаемые (заказные и с объявленной ценностью) и не отслеживаемые. Для уменьшения количества утерь в 2020 году была проведена интеграция с системой отслеживания китайской логистической компании Cainiao для посылок с товарами, приобретаемыми в онлайн магазине AliExpress и направляемыми в Россию.
Получить посылку можно в отделении, через 7500 почтаматов, партнерскую сеть выдачи заказов и на дому. Доставка на дом из отделений по всей России стала доступна в 2015 году. В отделениях Москвы и Санкт-Петербурга с лета 2022 года работает доставка на дом за час. Также в нескольких регионах страны есть доставка из отделений с помощью роверов (роботов «Яндекса»).
C 2013 года действует услуга гибридной почты. Она предназначена для государственных и коммерческих организаций, осуществляющих массовые адресные рассылки почтовой корреспонденции.
Для физических и юридических лиц доступен сервис электронных заказных писем. К середине 2025 года заработала электронная цифровая платформа, интегрированная с Госуслугами. С ней работают более 500 органов власти и 7 тыс. компаний и через эту электронную систему  доставляется уже более трети объёма всех писем. 
Подписку на печатные издания можно оформить на сайте и в мобильном приложении «Почты России», во всех почтовых отделениях по бумажному каталогу и через почтальона на дому. Она доступна как для физических, так и для юридических лиц.
В 2022 году «Почта России» завершила подключение сети почтоматов в населенных пунктах, в которую вошло 4894 собственных и более 2700 партнёрских аппаратов. Это одна из крупнейших сетей автоматизированных пунктов выдачи в России.
В марте 2023 года в одном из Санкт-Петербургских отделений был запущен складомат - роботизированный пункт приема и выдачи отправлений. В ноябре 2023 был завершен начатый в октябре 2021 года совместный эксперимент «Почты России» и «Яндекса» по доставке посылок с помощью роботов.

### Обновление почтовых отделений
Почта России постоянно занимается ремонтом и обновлением своих отделений на селе и в труднодоступных районах. В сентябре 2021 года Президент России Владимир Путин поручил Правительству РФ обеспечить поэтапное обновление и модернизацию отделений, находящихся в сельской местности. За 2022-2024 годы Почта России обновила более 3200 отделений.  В 2023 году было обновлено 1282 отделения, расположенных в сельских и удалённых территориях.  На эту программу в 2024 году Правительство выделило 4,2 млрд рублей бюджетных инвестиций, за счёт которых планировалось привести в нормативное состояние больше 770 отделений. По итогам года Почта России отчиталась о завершении обновления в более чем 750 отделениях.

### Сотрудничество с маркетплейсами, фулфилмент и e-коммерция
Опираясь на свою разветвлённую сеть отделений и стремясь максимально эффективно использовать свои логистические мощности (складское хранение, доставка и выдача различных отправлений) «Почта России» с начала 2020-х годов развивает сотрудничество с компаниями, работающими в сфере электронной коммерции (в первую очередь – с маркетплейсами). В 2019 году были предприняты попытки запуска собственных маркетплейсов в кооперации с зарубежными и отечественными поставщиками. Начиная с 2019-2020 годов «Почта России» выстраивала партнёрские отношения со всеми крупнейшими маркетплейсами в РФ :
- Wildberries[75][76][77];
- Озон[78];
- Яндекс Маркет[79];
- Мегамаркет[80] и другими.

При этом в 2023 году Минцифры и «Почта России» активно продвигали идею так называемого инфраструктурного платежа, которая сводилась к отчислению всеми маркетлейсами 0,5% их оборота в её пользу на том основании, что без инфраструктуры «Почты России» деятельность всех маркетплейсов была бы невозможной, а поддержание и развитие этой инфраструктуры приносило бы им ощутимую выгоду. Этот проект был поддержан Советом Федерации, но встретил сопротивление маркетплейсов и в итоге был отвергнут Правительством России. В качестве альтернативы оборотному платежу маркетплейсы предложили «Почте России» закупать у неё логистические услуги (фулфилмент), причем объём таких закупок в 2024 году оценивался в 33,5 или даже в 37 млрд. руб. Этот проект нашёл понимание со стороны «Почты России» и государства. В результате проект инфраструктурного платежа был снят с повестки дня, маркетплейсы превратились в крупнейших, но не единственных покупателей фулфилмент-услуг у «Почты России», а её отделения стали по совместительству пунктами выдачи заказов (ПВЗ). 
С 2019 года Почта России оказывает услуги фулфилмента . Их перечень включает работу по схемам FBO и FBS, ответственное хранение (3PL), кросс-докинг, перевозку грузов, ручную и автоматизированную сортировку заказов, внутрискладское перемещение товаров, работу с продукцией ограниченного срока годности, услуги по упаковке (копакинг), маркировку, обработку возвратов, таможенное оформление, доставку первой и последней мили. К осени 2024 года услуги фулфилмента предоставлялись в Москве, Казани и Новосибирске, однако в ближайших планах развития значились также Самара, Хабаровск, Уфа и Краснодар, Пермь, Челябинск, Красноярск и другие города. При этом направление фулфилмента стало для «Почты России» наиболее динамично растущим сегментом – в первом полугодии 2024 года объем услуг FBS (Fulfillment by Seller — продавец заказывает услуги самостоятельно) вырос в четыре раза, FBO (Fulfillment by Operator — услуги берет на себя оператор) — в шесть раз. За 9 месяцев 2024 года средний объём сортировки FBS-потока вырос до 1,56 млн заказов в месяц (рост 56%). К середине 2025 годовой объём доставки в интересах маркетплейсов составлял около 50 млн отправлений. 

### Услуги для бизнеса
«Почта России» создала сеть drop-off пунктов, где принимает крупные партии посылок с заказами, в том числе оформленными на маркетплейсах. Также компания предоставлет сервис фулфилмента компаниям интернет-торговли на базе своих логистических центров.
С 2022 года «Почта России» в 75 городах оказывает продавцам маркетплейсов услугу по доставке товаров на склады торговых площадок.
В мае 2022 года «Почта России» и ОАО «РЖД» запустили первый почтовый контейнерный поезд «Россия» по маршруту Москва — Владивосток. Сервис ориентирован на перевозку почтовых отправлений, а также коммерческих сборных грузов.
В июне 2022 г. компания запустила доставку от 60 минут из розничных и онлайн-магазинов. Она планирует предоставлять ретейлерам своих курьеров и ИТ-инфраструктуру, а продажами будут заниматься сами магазины.

### Финансовые услуги
Почта оказывает услуги по выплате пенсий, пособий, субсидий, ежемесячных выплат, компенсаций наличными и приему платежей (коммунальных, муниципальных, оплату услуг связи, штрафов, налогов и госпошлин). Для пожилых людей с ограниченными возможностями здоровья действует сервис приема платежей на дому.
Пенсии, пособия и другие выплаты можно получить в отделении и на дому.

### Розничные продажи
Почта занимается розничной продажей лотерейных билетов, конвертов, канцелярских товаров, бумажно-беловой продукции, книг, периодических изданий, продуктов питания, бытовой химии и товаров для дома.
С апреля 2022 года в почтовых отделениях появились товары под собственным брендом «Почты России» «Почтовая марка». Планируется, что в линейку постепенно войдет около 200 наименований товаров от российских производителей: варенье, кондитерские изделия, бакалея, безалкогольные напитки, консервы, бытовая химия и товары для дома.

### Международный бизнес
В зарубежную логистическую сеть «Почты России» входят дочерние компании в Берлине, Шэньчжэне и Гонконге. В Берлине действует фулфилмент и сортировочный центр, мощности которых способны обрабатывать до 350 000 отправлений в месяц.
В 2022 году компания увеличила интенсивность авиаперевозок из Ханчжоу, Чанши и Чжэнчжоу в Россию, что позволило сохранить регулярность почтового трафика. Сейчас авиаборты компании еженедельно совершают от 7 до 10 рейсов из Китая.
«Почта России» активно развивает международные грузоперевозки из Китая и стран Юго-Восточной Азии.

## Основные финансовые показатели
С 2016 года «Почта России» публикует консолидированные данные бухгалтерского учёта по международным стандартам (МСФО).
За 2020 год выручка «Почты России» по МСФО составила 210,7 млрд руб., чистая прибыль — 3,4 млрд руб. Было доставлено 108 млн посылок из российских интернет-магазинов, подключено несколько крупнейших маркетплейсов.
За 2021 год выручка «Почты России» по МСФО составила 228,1 млрд рублей, чистая прибыль — 1,5 млрд рублей. Объём цифровой выручки увеличился на 42 % по сравнению с 2020 годом и составил 52,8 млрд рублей.
В 2022 году «Почта России» увеличила свои активы на 59 млрд рублей до 520 млрд рублей, общий убыток от деятельности составил 30,4 млрд рублей, выручка от продаж снизилась на 3,1 %, операционные расходы выросли на 13,8 % до 257,3 млрд рублей.
По итогам первого полугодия 2023 года финансовое положение компании заметно улучшилось. Полугодовой совокупный убыток снизился почти в три раза с 18,0 млрд рублей в первом полугодии 2022 до 6,3 млрд рублей в первом полугодии 2023 года. При этом выручка «Почты России» увеличилась до 108,4 миллиарда рублей, а операционные расходы снизились на 6,9 миллиарда рублей. За январь—сентябрь 2023 года чистый убыток «Почты России» по РСБУ снизился на 87 % — до 2,58 млрд руб. против 19,79 за три квартала 2022 года.

Согласно опубликованной отчётности (РСБУ) чистый убыток АО «Почта России» в 2023 году сократился в 3,8 раза год к году до 7,1 млрд. руб, а выручка составила 212 млрд. руб. (рост на 1,7%). Годовая валовая прибыль составила 6,2 млрд. руб. вместо убытка в 9,1 млрд. руб. в 2022-м году.
Согласно отчётности по МСФО, общий совокупный убыток по итогам 2023 года составил 7,2 млрд. руб., что вчетверо меньше чем в 2022 году.
За 9 месяцев 2024 года выручка «Почты России» составила 161 млрд рублей, что на 3% выше показателя предыдущего года. Такого результата компания сумела добиться благодаря росту доходов от почтовых услуг и услуг компаний электронной торговли. В частности, увеличение выручки от сотрудничества с маркетплейсами составило 26%.
Согласно опубликованной отчётности (РСБУ) за 2024 год оборот АО «Почта России» вырос до 219,0 млрд.руб., балансовый убыток вырос до 20,6 млрд. руб. 

## Бюджетное финансирование
До 2014 года «Почта России» регулярно получала субсидии из государственного бюджета, которые были призваны сдерживать почтовые тарифы и рост стоимости различных услуг почты для населения. Например, выделялись субсидии для компенсации потерь в доходах «Почты России» от доставки пенсий, от подписки на печатные СМИ (3,5 млрд руб в год). Выделялись также субсидии из бюджета Москвы на доставку надбавок к пенсиям для московских пенсионеров.
В 2014 году выплаты госсубсидий «Почте России» были прекращены, и когда в 2017 году её руководство предложило вернуться к практике субсидирования, Правительство России твёрдо в этом отказало.
Осенью 2019 года, после преобразования в АО, генеральный директор «Почты России» Николай Подгузов направил в Правительство письмо с предложением выделить на развитие почтовой инфраструктуры 39,8 млрд руб. из Фонда национального благосостояния, однако эти средства выделены не были. В 2020 году Комитет Госдумы по информполитике предложил вернуть «Почте России» ежегодную субсидию на доставку подписной периодики, которая до 2014 года составляла 3,5 млрд руб., однако и это предложение было отвергнуто. В 2022 году «Почта России» получила 1,9 млрд руб. субсидий в рамках соглашения с Минпромторгом РФ для поддержки экспортёров. В 2023 году тема государственной поддержки «Почты России» стала обсуждаться снова, в том числе и в связи с неудовлетворительными финансовыми показателями за 2022 год. В июле 2023 года новый руководитель почты Михаил Волков заявил на Совете Федерации, что по итогам проведённого аудита для модернизации устаревших объектов потребуются суммарные госинвестиции около 140 млрд руб. с периодом вложений 10-15 лет.
В сентябре Михаил Волков сообщил, что в начале года финансовое положение компании «было крайне непростым» — около 27 тыс. отделений находятся в сельских и удаленных населенных пунктах, у большинства из них отрицательная маржинальность, но они несут «исключительно социальную миссию»:
За полгода нам удалось изменить тренд — почти в три раза сократить убыток от операционной деятельности, открыть многие временно закрытые отделения, вернуть людей. Но ситуация остается очень напряженной

## Борьба с «серой» почтой
За издание и распространение знаков почтовой оплаты в России отвечает осуществляет акционерное общество «Марка». До 2013 года АО «Марка» и «Почта России» работали как федеральные государственные унитарные предприятия (ФГУП) и находились в ведении Федерального агентства связи (Россвязь). В 2013 году Правительство переподчинило «Почту России» от Россвязи к Минкомсвязи (сейчас — Минцифры). ФГУП «Марка» оставалось в подчинении Россвязи. Впоследствии они были преобразованы в акционерные общества со 100 % государственным участием.
В апреле 2021 года президент России Владимир Путин подписал указ о передаче акций АО «Марка» в уставный капитал АО «Почта России». В сентябре 2022 года «Почта России» консолидировала 100 % акций АО «Марка».
По информации «Почты России», опубликованной в 2011 году, за пять лет компании и государственному бюджету в целом был нанесён ущерб на сумму более чем 1 млрд рублей в результате использования в почтовом обороте страны фальшивых марок. В марте 2016 года заместитель гендиректора «Почты России»  Инесса Галактионова заявила, что за пять лет  «Почта России» получила из-за «серой почты» ущерб более чем на 28 млрд руб., из которых 10 млрд руб. составили потери от сбыта поддельных марок, а 18 млрд руб.  —  урон от нелегальных франкировальных машин и неоплаченных писем в составе крупных партий.
Хотя в российском законодательстве предусмотрено пресечение подобных противоправных деяний штрафом на 40 тысяч рублей, по мнению «Почты России», этого недостаточно и следует вернуть уголовное преследование за изготовление, распространение и использование фальшивых знаков почтовой оплаты  отменённое в 1997 году. Соответствующий законопроект был подан на рассмотрение в Министерство связи и массовых коммуникаций Российской Федерации.
С 2017 года в целях снижения объёмов серой корреспонденции «Почта России» перевела всех клиентов на единую онлайн-систему франкирования, а также сократила точки приёма письменной корреспонденции от организаций, перевела крупных клиентов на прямую сдачу отправлений в сортировочные центры, ужесточила процедуры входного контроля, организовала тотальный пересчёт поступающей в сортировочные центры корреспонденции, усилила меры безопасности и повысила частоту проверок. Это позволило сократить втрое объём серой почты в 2017 году по сравнению с 2016.

## Критика качества услуг
В адрес «Почты России» весьма часто высказываются жалобы из-за медленной работы. В начале 2010 года срок доставки «Почтой России» международных отправлений, адресованных в Россию, увеличился с двух недель до двух месяцев, что повлекло за собой так называемый «посылочный кризис», ряд трудностей в совершении покупок на зарубежных интернет-ресурсах и массу нелестных отзывов. Сложности с оформлением посылок были не только у «Почты России», но и у независимых операторов экспресс-доставки DHL и UPS. Ситуация с посылками была исправлена только в апреле 2010 года.
По данным Минкомсвязи, в 2013 году до 20 % почтовых отправлений доставлялось «Почтой России» с нарушением установленных сроков доставки.
19 февраля 2013 года фонд «Общественное мнение» провёл опрос, согласно которому 31 % клиентов «Почты России» указывает на то, что почтовые отправления идут медленно. Максимальное недовольство скоростью доставки почты зафиксировано в Москве — 56 %. Хотя основным недостатком «Почты России», по мнению опрошенных, является не скорость доставки, а уровень обслуживания (отношение персонала, внешний вид помещений, оперативность). В целом качество работы «Почты России» не устраивает 19 % опрошенных.
ФССП России отмечает, что в ряде случаев из-за нарушения «Почтой России» сроков доставки судебных извещений приставам приходилось осуществлять принудительный привод граждан в суд. В 2009 году в Кодекс Российской Федерации об административных правонарушениях была введена статья 13.26 «Нарушение сроков и (или) порядка доставки (вручения) адресату судебных извещений», предусматривающая наказания в виде штрафа на должностных лиц в размере от пятисот до одной тысячи рублей, на юридических лиц — от пяти тысяч до десяти тысяч рублей. Пунктом 77 части 2 статьи 28.3 КОАП РФ полномочиями возбуждать дела об административных правонарушениях по ст. 13.26 КОАП РФ наделены судебные приставы, чем эта служба активно пользуется — так, за первое полугодие 2012 года судебные приставы-исполнители ФССП России возбудили 7 861 дело по этой статье.
Периодически также случаются скандалы из-за того, что сотрудники «Почты России» выбрасывают или уничтожают почтовые отправления.
По заявлению Д. Е. Страшнова, к концу 2016 года «Почта России» должна была сократить время прохождения корреспонденции, к примеру предполагалось, что доставка посылки из Китая будет составлять не более 7 дней.
По итогам аудита в апреле 2025 года Счётная палата признала «Почту России» неэффективной и направила обращения в Генпрокуратуру, правительство и ФНС. Были выявлены системные проблемы в деятельности компании, среди которых «неэффективное управление, убытки и невыполнение поставленных задач по развитию и повышению доступности услуг почтовой связи в России». Так, долги «Почты» за 5 лет увеличились на 70%, до 128 млрд рублей. Средний уровень износа объектов недвижимости составил 70%. Около 2 тысяч свободных имущественных объектов не используется. Только 723 почтовых отделения из 3355 по плану были модернизированы в 2022–2023 гг. Каждое шестое отделение по состоянию на январь 2024 года временно не работало по причине неукомплектованности штата, нерентабельности и отсутствии помещений. В компании наблюдается нестабильная система управления и отсутствие стратегических ориентиров. За пять лет организационная структура пересматривалась 25 раз, сменилось три генеральных директора, штат советников управленческого аппарата вырос на 65%, а их фонд оплаты труда — на 48%, с 121 до 179 млн рублей. За 2020–2024 гг. должность заместителя генерального директора занимали 53 человека, а их пребывание в должности в среднем составляло один год и пять месяцев.

## Скандалы
В 2017 году Генпрокуратура просила Следственный комитет возбудить уголовные дела в связи с выплатой премий топ-менеджерам компаний: 95,4 млн рублей генеральному директору Д. Е. Страшнову и 270 млн рублей его заместителям. Отмечался разрыв в уровне оплаты и условиях труда топ-менеджмента и сотрудников почтовых отделений в провинции. Премия Страшнова равнялась 5688 среднемесячным заработным платам его подчиненных.
В итоге дело о превышении должностных полномочий было возбуждено в отношении Ирины Лаптевой, главы Департамента Минкомсвязи РФ. Страшнов был снят с занимаемой должности, перечисленные ему 95 млн рублей арестованы судом. Однако в январе 2018 года арест был снят и 95 млн руб. были возвращены Страшнову.
В апреле 2018 года в Бурятии прошли первые испытания дрона для доставки посылок. Они оказались неудачными — вскоре после запуска аппарат отклонился от курса, врезался в стену жилого дома и упал. Причиной неудачного запуска производители устройства назвали «нештатное отключение электронного оборудования».
Генеральный директор Николай Подгузов в конце 2017 года приобрёл квартиру в элитном жилом комплексе Москвы «Knightsbridge Private Park» стоимостью миллиард рублей. Подгузов попытался оправдать себя, сообщив, что «по договору купли-продажи стоимость квартиры составляет чуть меньше 100 миллионов рублей, из которых 75 % было профинансировано за счет ипотеки, а остальное с помощью собственных средств, в том числе сбережений и денег от продажи принадлежавших семье двух квартир».
В 2019 году «Почта России» начала продавать пиво в своих отделениях для борьбы с некачественным алкоголем и суррогатами, что вызвало негативную реакцию клиентов и бурные обсуждения в социальных сетях. Вскоре от этой идеи отказались.

## Фотогалерея

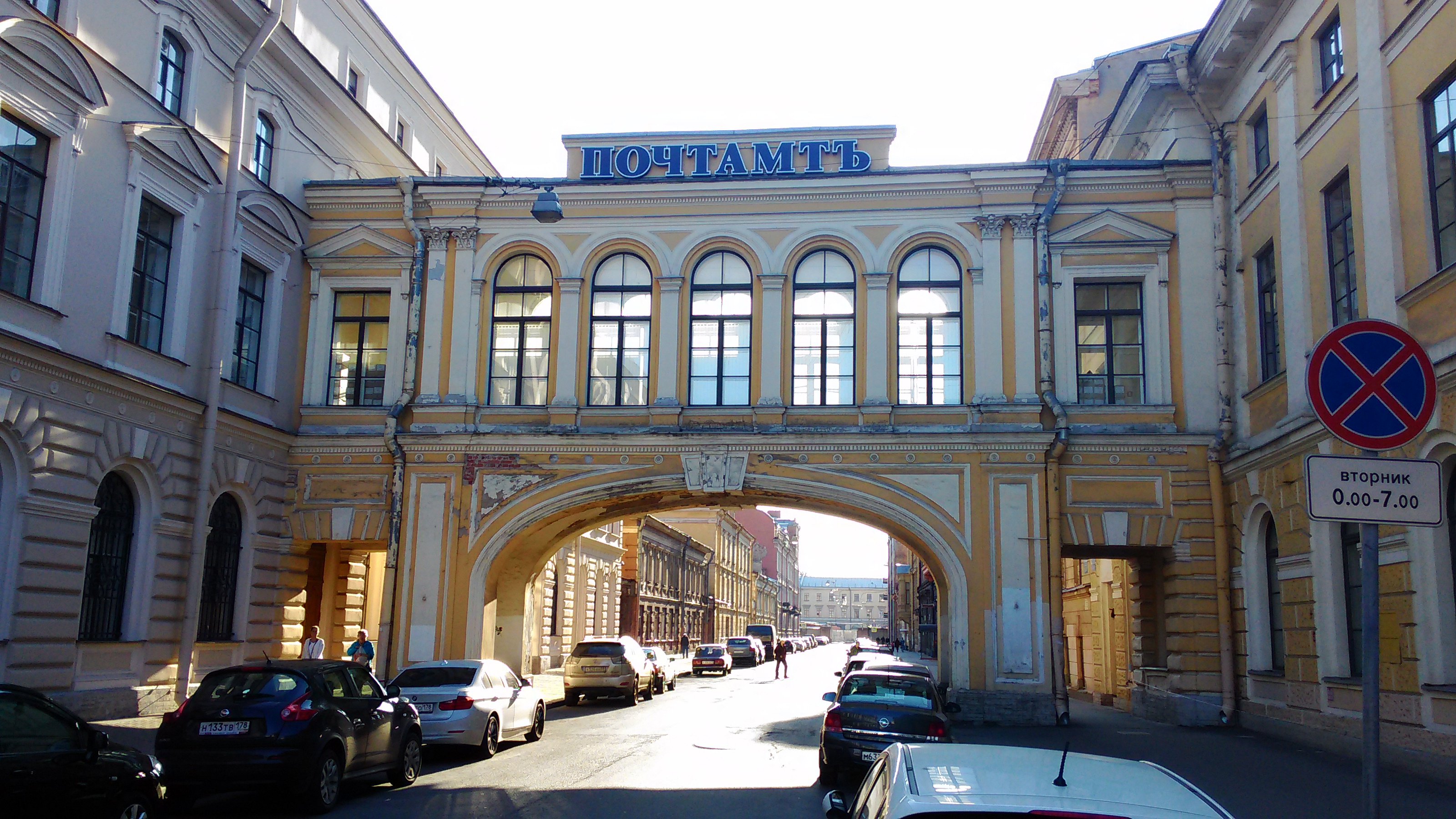
Здание главного почтамта в Санкт-Петербурге
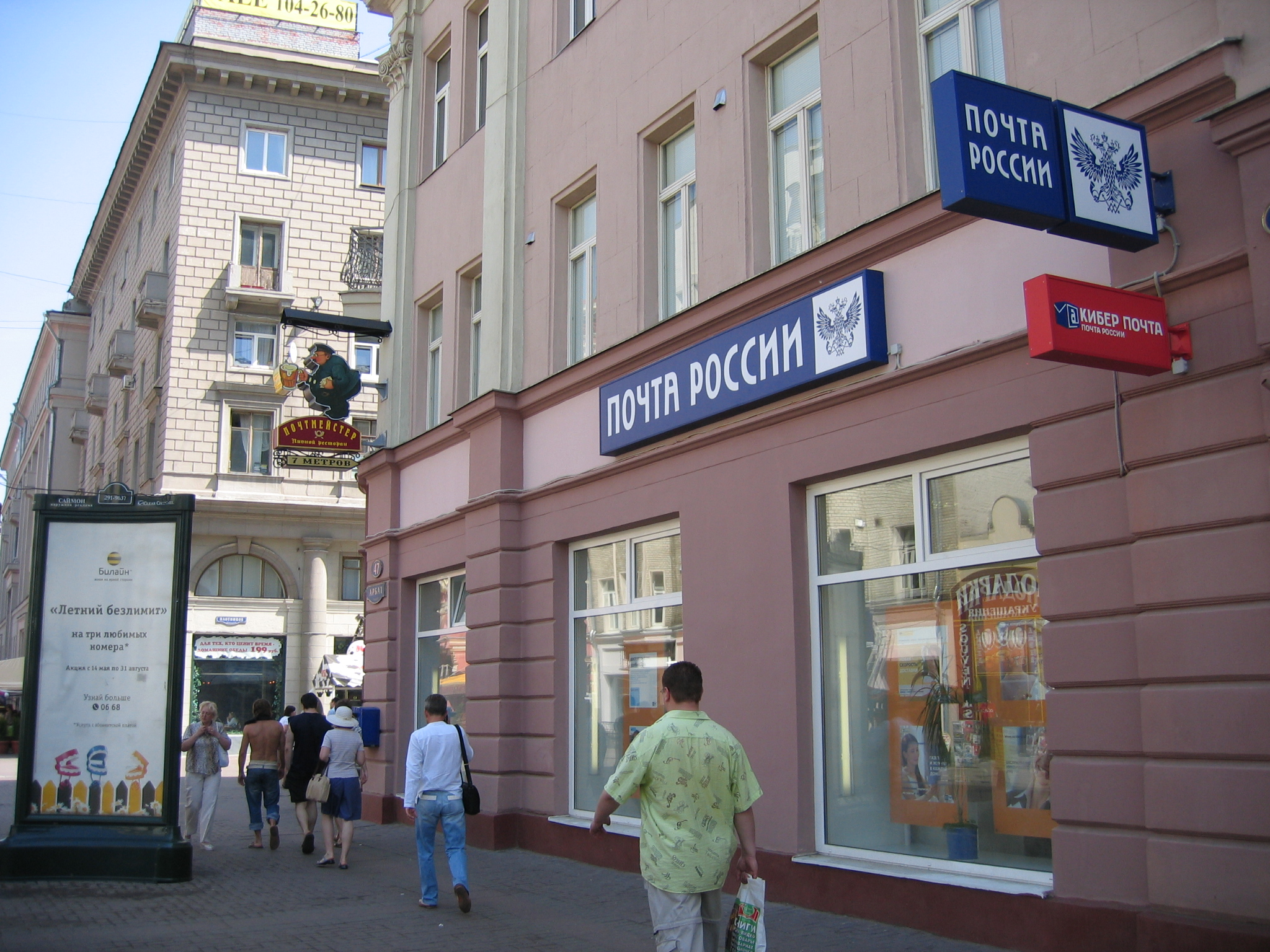
Почтовое отделение на Арбате в Москве в 2007 году
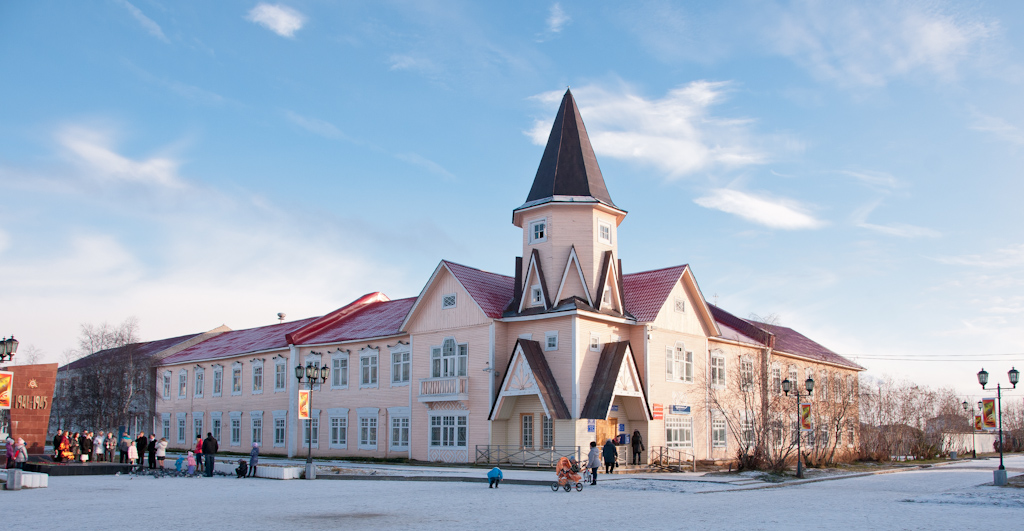
Главный почтамт в Нарьян-Маре
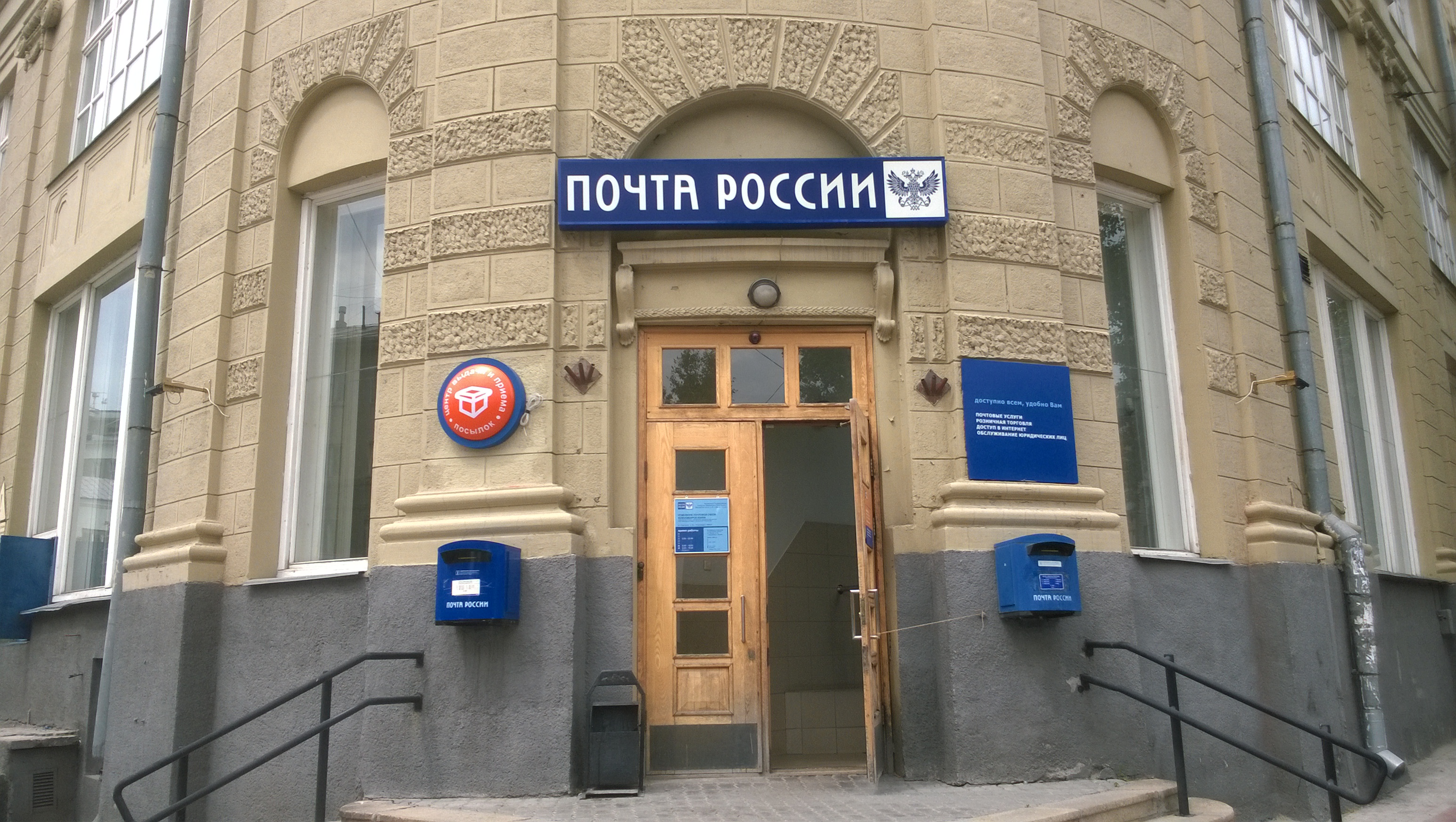
Отделение «Почты России» в Новосибирске